# Cambé
Cambé is een gemeente in de Braziliaanse deelstaat Paraná. De gemeente telt 97.329 inwoners (schatting 2009).

## Aangrenzende gemeenten
De gemeente grenst aan Bela Vista do Paraíso, Jaguapitã, Londrina, Prado Ferreira, Rolândia en Sertanópolis.